# Lodoletta

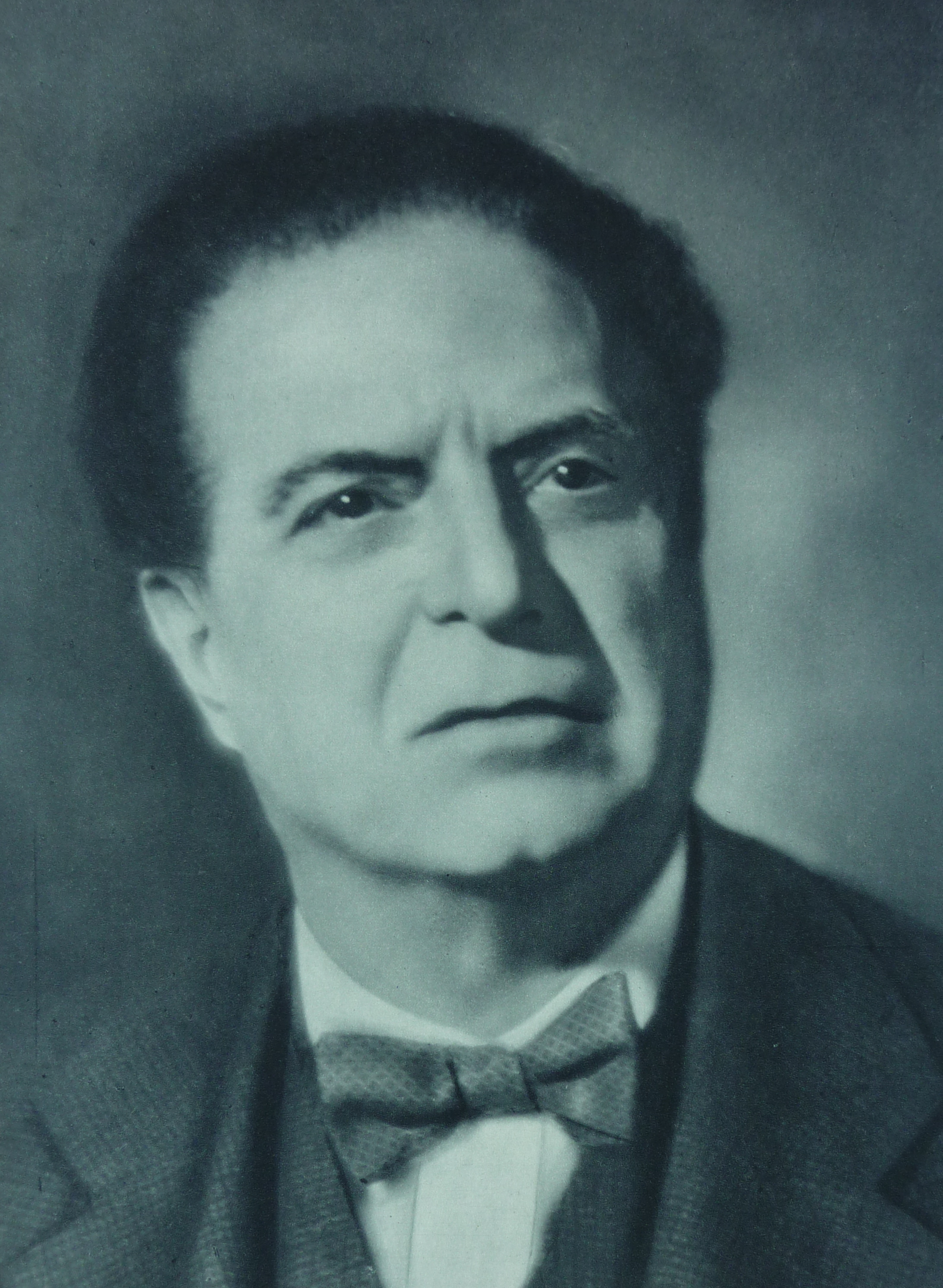
Pietro Mascagni

Lodoletta är en italiensk opera (dramma lirico) i tre akter med musik av Pietro Mascagni och libretto av Giovacchino Forzano efter romanen Two Little Wooden Shoes av Maria Louise Ramé, Ouida (1874).

## Historia
Mascagni arbetade med operan under åren 1916-17 och den hade premiär den 30 april 1917 på Teatro Constanzi i Rom med Mascagni som dirigent.

## Personer
- Lodoletta (den lilla lärkan) (sopran)
- La pazza (kontraalt)
- Maud (sopran)
- La vanard (sopran)
- Flammen (tenor)
- Giannotto (baryton)
- Franz (baryton)
- Antonio (bas)
- En röst/en brevbärare (tenor)

## Handling
Lodoletta livnär sig på att sälja blommor i en liten holländsk by. Målaren Flammen anländer från Paris efter att ha förolämpat kejsaren. Han förälskar sig i Lodoletta. När han får tillåtelse att återvända till Paris bestämmer han sig för att åka utan henne för att inte fördärva hennes liv. Lodoletta följer efter honom till fots men dör av köld när hon äntligen kommer fram.